# Eva Bernoulli
Eva Bernoulli (Berlijn, 4 maart 1903 - Bazel, 12 juni 1995) was een Zwitserse actrice en logopediste.

## Biografie
Eva Bernoulli was een dochter van Carl Albrecht Bernoulli. Ze groeide op in Arlesheim. Nadat ze een theateropleiding had genoten, groeide ze in de periode 1925-1928 uit tot een coryfee in het stadstheater van Bazel. Van 1936 tot 1940 leidde ze amateurgroepen, waaronder die van het kleine Bernoullitheater in Basel.
In 1932 studeerde Bernoulli logopedie in Zürich, waarna ze les gaf aan onderwijzers, pastoors en juristen. Als pionier op het gebied van stemtherapie voor stotteraars en doofstommen behaalde ze in 1948 het eerste Zwitserse diploma logopedie in Zürich en was ze ook de eerste om mensen te behandelen die een faryngectomie hadden ondergaan. Ze nam deel aan tal van lezingen en speelde ook mee in hoorspelen. Ze leerde het Bazelse dialect volgens een persoonlijke methode. Ze was erelid van de Zwitserse Vereniging voor Foniatrie en van de Vereniging van Faryngectomieën.

## Onderscheidingen
- Doctor honoris causa aan de faculteit geneeskunde van de Universiteit van Bazel (1986)

## Werken
- (de)  Mein Weg zu Sprache und Stimme, 1984.

- Bibliothèque nationale de France: cb12084804n (data)
- Gemeinsame Normdatei: 118656511
- Historisch woordenboek van Zwitserland: 041440
- International Standard Name Identifier: 0000 0000 2985 5564
- Library of Congress Control Number: n85109178
- Nederlandse Thesaurus van Auteursnamen: 073932760
- Virtual International Authority File: 73878983
- WorldCat: E39PBJvd46fgvpwT7kp3jPgYfq